# Bruno Oro i Pichot
Bruno Oro i Pichot (Barcelona, 4 de juny del 1978) és un actor i cantant català, de mare catalana i pare amb arrels napolitanes; és net d'una família d'artistes de l'Empordà.

## Biografia
Bruno Oro és net del pintor Ramon Pichot i Soler, a través de la seva mare Sara, i nebot del també pintor Antoni Pitxot. Té dos germans petits: una germana (Andrea) i un germà (Abel).
Va estudiar a l'Escola Costa i Llobera i després art dramàtic a l'Institut del Teatre, on es va llicenciar el 1998 i posteriorment a la Rose Bruford College of Drama de Londres. Va començar la seva carrera professional a principis dels anys 2000. En aquesta mateixa època realitzà alguns papers secundaris a la televisió i al cinema. El 2000 es va incorporar a l'equip del Minoria absoluta de RAC 1 com a imitador. Aquest programa radiofònic de sàtira política va guanyar el Premi Ondas el 2006. Més endavant va participar en les adaptacions televisives del programa: Las cerezas a TVE, Miré usté a Antena 3 i Polònia a TV3. Aquest últim programa va assolir un èxit d'audiència que li van merèixer un altre Premi Ondas, entre altres reconeixements. Gràcies a les seves imitacions com la d'Artur Mas, María Teresa Fernández de la Vega o la seva obra mestra com a imitador fent d'Ángel Acebes es va donar a conèixer entre el gran públic.
Teatralment destaca la seva vinculació al món de la comèdia, formant parella artística amb Clara Segura. Durant dos anys va tenir un paper en el serial de TV3 El cor de la ciutat, i el 2008 estrena Vinagre a TV3, un programa amb Clara Segura on es mostren gags de diverses parelles de personatges, tots interpretats pel duet d'actors. Un d'ells, que ja feia temps que havia estat caracteritzat per Bruno Oro, se li podran veure aparicions com a Caçadors de bolets de TV3, entre d'altres.
Durant el 2008 també s'incorpora a El matí de Catalunya Ràdio, amb la secció setmanal «Petits remeis per a gran histèries», i a finals d'aquest mateix any debuta com a cantant i compositor musical amb l'estrena del seu primer disc, Napoli, on quasi totes les cançons són cantades en italià, la seva llengua paterna. En els diferents concerts que ofereix durant el 2009 també se'l pot veure cantant en català, però utilitza l'italià en la majoria de cançons. El 2011 va sortir el seu segon disc Tempus Fugit, on canta en català, castellà i italià i on es poden trobar cançons com «Messi» (pel jugador del Barça Leo Messi) o «Cadaqués». El seu tercer disc, Viatge de l'home que esternuda, es presentà el 2014. L'any 2016 guanyà el premi Zapping en la categoria de millor actor. La nit de cap d'any de 2017 a TV3 fou presentada per ell. Al 2019 publica la seva primera novel·la "Tu busques amor i jo cobertura".
Actualment, està focalizat en el món del teatre, amb l'obra de Cobertura realitzada amb la seva parella artística Clara Segura.

## Obra

### Cinema
- 2003: Defectos secundarios de Matilde Obradors (curtmetratge)
- 2003: El tránsfuga de Jesús Font
- 2006: Chuecatown de Juan Flahn

- 2007: Sing for Darfur
- 2008: Sense límits (Little Ashes), de Paul Morrison
- 2019: Los Lunnis y el libro mágico

### Televisió
- 1999: Plats Bruts Tinc una edat (cameo)
- 2002: Majoria absoluta (TV3)
- 2003: El comisario (Telecinco)
- 2003–2004: Operación Triunfo (TVE)
- 2004: Minoria absoluta (8tve)
- 2004: Amb Manel Fuentes (TV3)
- 2004: Las cerezas (TVE)
- 2005: Mire usté (Antena 3)
- 2005–2016: Polònia (TV3)[13]
- 2005–2007: El cor de la ciutat (TV3)
- 2008: Vinagre (TV3)[14]
- 2009: Caçadors de bolets (TV3)
- 2009–2016: Crackòvia (TV3)
- 2010: La escobilla nacional (Antena 3)
- 2012: Hotel 13 esterllas, 12 uvas (La 1)
- 2017: La peluquería (La 1)
- 2017: El ministerio del Tiempo (La 1)
- 2019: Hanna (Amazon Prime)
- 2020: La monja guerrera (episodi 9, Netflix)

### Teatre
- 1998: Romeo and Juliet
- 1999: The Cherry Orchard
- 1999: Dark of the Moon
- 2000: El alcalde de Zalamea
- 2002: Don Juan
- 2002: Els ulls de l'etern Germà
- 2002: El cor de l'home és una mar

- 2002: Maca, per favor... les postres, escrita i dirigida per Bruno Oro i Clara Segura[14]
- 2007: No et moguis, escrita i dirigida per Bruno Oro i Clara Segura
- 2007: Arcàdia
- 2007: Un roure
- 2013: La rosa tatuada, escrita per Tennessee Williams i dirigida per Carlota Subirós[14]
- 2020: Cobertura, escrita per Bruno Oro i Alejo Levis i dirigida per Clara Segura[14]

### Ràdio
- 2000–2008: Minoria absoluta (RAC 1)
- 2007: 39+1 (Catalunya Ràdio)
- 2008 - : El matí de Catalunya Ràdio

### Novel·les
- 2019: Tu busques amor i jo cobertura[11]

### Música
1. | • 'Napoli (veu i lletra) (2008)                                                                                                                                                |
| --- |
| 1. Napoli 2. Gianni 3. Si, si, si 4. Calamari 5. Don Tano 6. Non mi piace 7. Rocio 8. Sogno 9. Talla 10. Georgina 11. Francesco 12. Chi mi capirà 13. Mamma 14. Fisgo i trasgo |
2. | • 'Tempus fugit (veu i lletra) (2011)                                                                                                                                         |
| --- |
| 1. Messi 2. Descalza por Paris 3. New York 4. Geloso 5. Sr. silenci 6. Quina mandra 7. Cadaqués 8. Sono incanzzato 9. Buda s'ha enamorat 10. Risotto en fa menor 11. Narayama |
3. | • ' Viatge de l'home que esturnuda' (2014)                                                                                                                                                                                                                                                                        |
| --- |
| 1. Introducció 2. Jazz 3. Viva l'amore 4. Un cabello rubio 5. Un piano se muere en La Havana 6. Harpo 7. Music Will Survive 8. Wise Man 9. In grapa veritas 10. Si la vida te da la espalda tócale el culo 11. Interludi 12. Tinc un sopar amb el meu ego 13. Esta canción es para ti 14. Vine i sentirem el vent |

- 'Mr Dream' (2017)